# جیمز بلک (داروشناس)
جیمز بلک (انگلیسی: James Black؛ زاده ۱۴ ژوئن ۱۹۲۴ - درگذشته ۲۲ مارس ۲۰۱۰) یک داروشناس اهل اسکاتلند بود.